# Juli 1989
Portal Geschichte | Portal Biografien | Aktuelle Ereignisse | Jahreskalender | Tagesartikel

◄ |
19. Jahrhundert |
20. Jahrhundert
| 21. Jahrhundert

◄ |
1950er |
1960er |
1970er |
1980er
| 1990er | 2000er | 2010er | ►

◄ |
1985 |
1986 |
1987 |
1988 |
1989
| 1990 | 1991 | 1992 | 1993 | ►

◄ |
April 1989 |
Mai 1989 |
Juni 1989 |
Juli 1989 |
August 1989 |
September 1989 |
Oktober 1989 |
►
Dieser Artikel behandelt aktuelle Nachrichten und Ereignisse im Juli 1989.

## Tagesgeschehen

### Samstag, 1. Juli 1989
- Berlin/Deutschland: 150 Personen aus der Techno-Szene feiern auf dem Kurfürstendamm eine Loveparade unter dem Motto „Friede, Freude, Eierkuchen“. Die Anmeldung für die erste politische Demonstration in Form eines Raves erfolgte durch den Discjockey Dr. Motte und die Multimedia-Künstlerin Danielle de Picciotto.[1]
- Bern/Schweiz: Das Bundesamt für Kultur im Departement des Innern entsteht aus der Fusion des Bundesamts für Kulturpflege mit der Schweizerischen Landesbibliothek sowie dem Schweizerischen Landesmuseum in Zürich.[2][3]
- Klagenfurt/Österreich: Der deutsche Schriftsteller Wolfgang Hilbig gewinnt mit einem Text aus seinem Roman Eine Übertragung den Ingeborg-Bachmann-Preis 1989.[4][5]
- Paris/Frankreich: Frankreich übernimmt von Spanien den Vorsitz im Rat der Europäischen Union. Das Amt des Regierungschefs der EWG erhält, wie 1984, François Mitterrand.[6]
- Wien/Österreich: Die Vergewaltigung in der Ehe und in einer Lebensgemeinschaft sind ab heute in Österreich bei Anzeige durch das Opfer eine Straftat.[7][8]

### Sonntag, 2. Juli 1989
- Athen/Griechenland: Zwei Wochen nach der Wahl zum Parlament bildet Tzannis Tzannetakis von der Partei Nea Dimokratia eine Regierungskoalition mit dem Bündnis Synaspismos und wird neuer Premierminister des Landes.[9]
- Osnabrück/Deutschland: Die deutsche Fußballnationalmannschaft der Frauen wird bei der 3. Europameisterschaft durch ein 4:1 im Finale gegen Norwegen zum ersten Mal Europameister. Es wird Kritik an der Prämie für die Spielerinnen laut: jeweils ein Kaffeeservice. Deshalb weist der DFB darauf hin, dass es das hochwertige Service „Mariposa“ ist.[10]

### Mittwoch, 5. Juli 1989
- Kapstadt/Südafrika: Durch eine Hintertür wird der seit 26 Jahren internierte Aktivist gegen die Rassentrennung Nelson Mandela in die Residenz des Staatspräsidenten Pieter Willem Botha gebracht, welcher ihn zum Tee einlud. Es ist das erste Treffen zwischen dem Präsidenten, der stets die Vorherrschaft der europiden Südafrikaner verteidigte, und dem populärsten Mitglied des Afrikanischen Nationalkongresses, dessen Ziel die Überwindung der Vorherrschaft der weißen Minderheit ist. Der Inhalt des Gesprächs zwischen den so genannten „Erzfeinden“ bleibt vertraulich.[11]

### Donnerstag, 6. Juli 1989
- Straßburg/Frankreich: Das De-facto-Staatsoberhaupt der Sowjetunion Michail Gorbatschow gibt in einer Rede vor dem Europarat den Anspruch der Sowjetunion auf, die Regierungsbildung in den Staaten des so genannten „Ostblocks“ zu kontrollieren, die im Anschluss an den Zweiten Weltkrieg unter den militärisch gesicherten Einfluss der Kommunistischen Partei der Sowjetunion gerieten und noch immer nicht zum Prinzip der Freien Wahlen zurückkehrten. Gorbatschow sagt: „Jede Einmischung in die inneren Angelegenheiten und alle Versuche, die Souveränität der Staaten einzuschränken, […] sind unzulässig.“[12]

### Samstag, 8. Juli 1989
- London/Vereinigtes Königreich: Titelverteidigerin Steffi Graf aus Deutschland gewinnt das Damen-Einzel-Turnier der Wimbledon Championships im Tennis durch einen Sieg im Finale gegen Vorjahresfinalistin Martina Navrátilová aus den USA.[13]

### Sonntag, 9. Juli 1989
- London/Vereinigtes Königreich: Boris Becker aus Deutschland gewinnt das Herren-Einzel-Turnier der Wimbledon Championships im Tennis gegen Vorjahressieger Stefan Edberg aus Schweden in drei Sätzen. Es ist Beckers dritter Turniergewinn nach 1985 und 1986.[14]

### Donnerstag, 13. Juli 1989
- Meschduretschensk/Sowjetunion: Ein Arbeiterkomitee erklärt den am Montag aufgenommenen Streik in zwei der größten Steinkohle-Bergwerken der Sowjetunion angesichts der heute mit der Regierung vereinbarten Maßnahmen im Hinblick auf unternehmerische Selbstbestimmung und größere Arbeitssicherheit für beendet. Die Kommunistische Partei akzeptiert hierbei zum ersten Mal in ihrer Geschichte die Forderungen von streikenden Arbeitern.[15]

### Freitag, 14. Juli 1989
- Paris/Frankreich: Der 15. Weltwirtschaftsgipfel der Staatschefs der Gruppe der Sieben (G7) sowie eines Vertreters der EWG beginnt. Der Gegengipfel trägt in diesem Jahr den Namen „Gegengipfel der Ärmsten“. Die Kritiker werfen der G7 vor, die Entwicklungsländer in ein neoliberales Wirtschaftssystem zu zwingen, um auf deren Kosten bei möglichst geringen gesetzlichen Schranken maximalen Profit zu erzielen.[16]

### Sonntag, 16. Juli 1989

Logo der 34. Auflage der Copa América

- Paris/Frankreich: Am letzten Tag des Weltwirtschaftsgipfels benennen die Mitglieder der Gruppe der Sieben die Haushaltsdefizite in Staaten wie Italien, Kanada und USA als Risiken für die Entwicklung der Weltwirtschaft. Die drängenden Themen der frühen 1980er Jahre, Inflation und Arbeitslosigkeit, haben ihre Dominanz verloren.[17]
- Rio de Janeiro/Brasilien: Im letzten Spiel der Finalrunde der 34. Copa América gewinnt die Fußballnationalmannschaft von Brasilien 1:0 gegen Uruguay. Mit diesem Ergebnis wird Brasilien erstmals seit 1949 Südamerikameister.[18]

### Montag, 17. Juli 1989
- Brüssel/Belgien: Der österreichische Außenminister Alois Mock überreicht dem Vorsitzenden des Rats für Allgemeine Angelegenheiten und Außenbeziehungen der Europäischen Gemeinschaften (EG) Roland Dumas das Gesuch der Republik Österreich um Aufnahme in die EG.[19]

### Mittwoch, 19. Juli 1989
- Warschau/Polen: Die gemeinsame Versammlung aus Senat und Parlament wählt mit 50,3 % der Stimmen den Vorsitzenden der Vereinigten Arbeiterpartei und Vorsitzenden des Staatsrats Wojciech Jaruzelski zum Präsidenten der Volksrepublik Polen. Die Wiedereinführung des Präsidentenamts und die Abschaffung des Staatsrats wurden im April beschlossen.[20]

### Freitag, 21. Juli 1989
- Atlantic City/Vereinigte Staaten: Der amerikanische Boxer Mike Tyson verteidigt seine drei Weltmeistertitel im Schwergewicht der Verbände WBA, WBC und IBF in 93 Sekunden durch technischen K. o. gegen seinen Landsmann und Herausforderer Carl Williams.[21]

### Sonntag, 23. Juli 1989

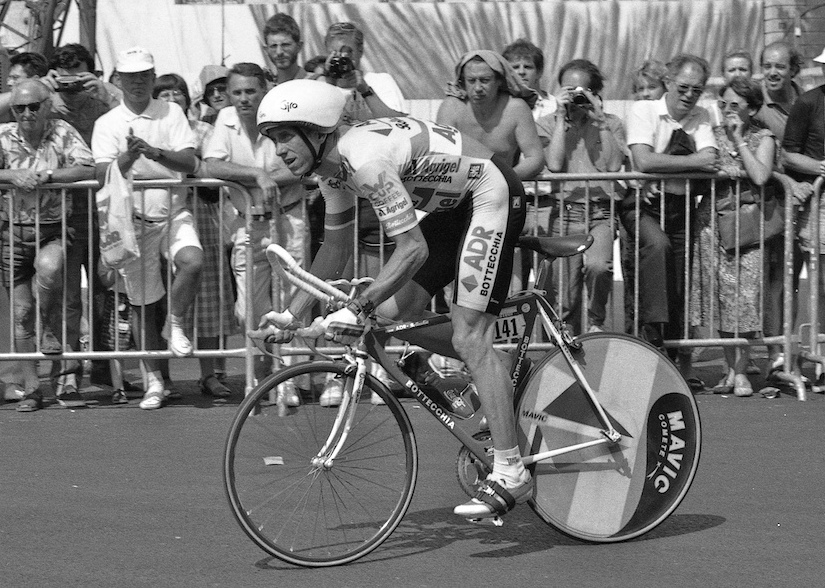
Greg LeMond

- Paris/Frankreich: Greg LeMond aus den USA gewinnt zum zweiten Mal die Rad-Rundfahrt Tour de France.[22]

### Freitag, 28. Juli 1989

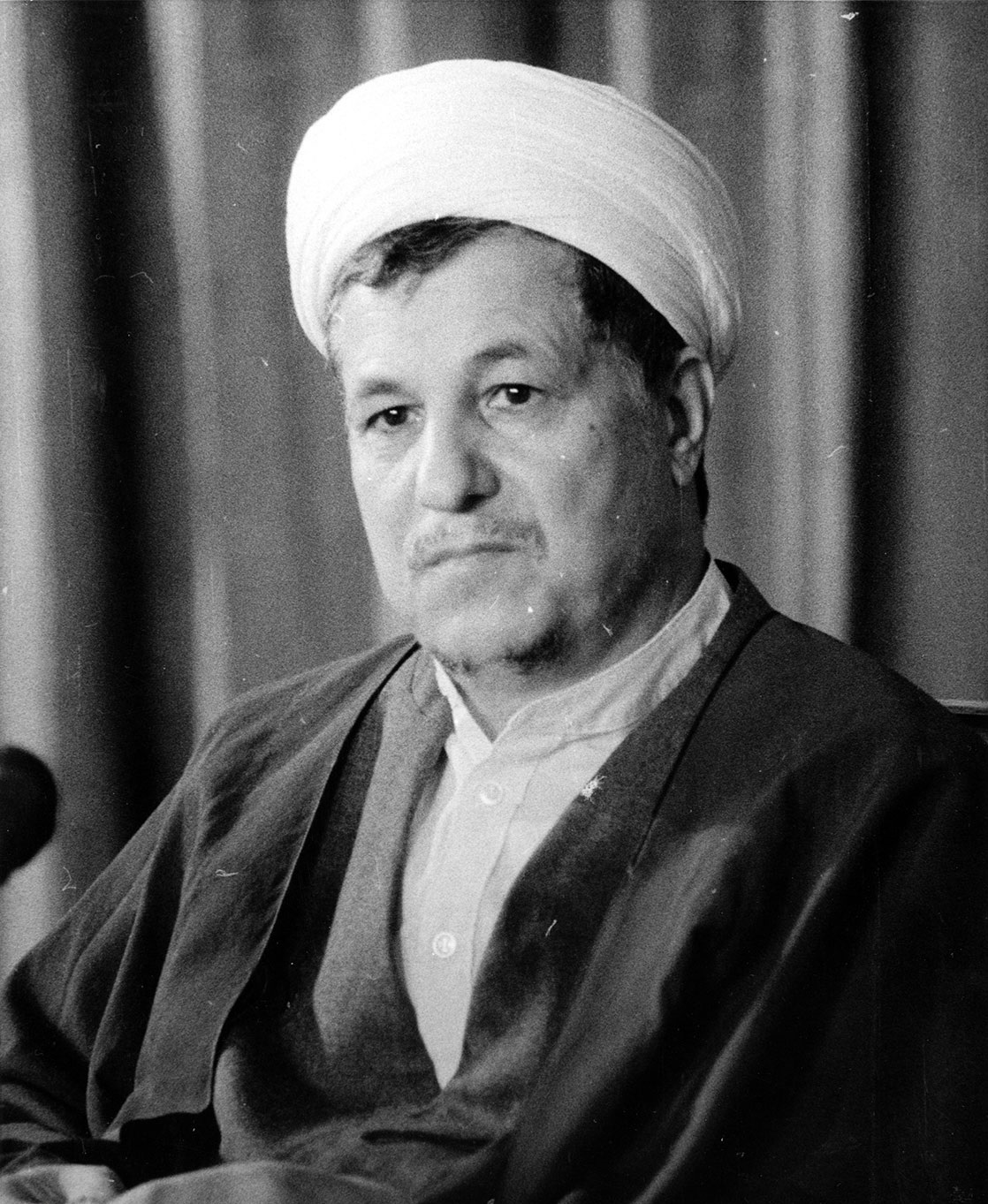
Akbar Hāschemi Rafsandschāni

- Teheran/Iran: Das ehemalige Mitglied des Revolutionsrats Akbar Hāschemi Rafsandschāni trifft bei der Präsidentschaftswahl auf den relativ unbekannten Abbas Sheibani. 94 % der Wähler geben ihre Stimme Rafsandschāni. Als Nachfolger des bisherigen Präsidenten Ali Chamene'i, der zum geistigen Führer der islamischen Republik aufsteigt, wird Rafsandschāni umfangreichere Befugnisse erhalten als seine Vorgänger im Amt.[23]

## Weblinks

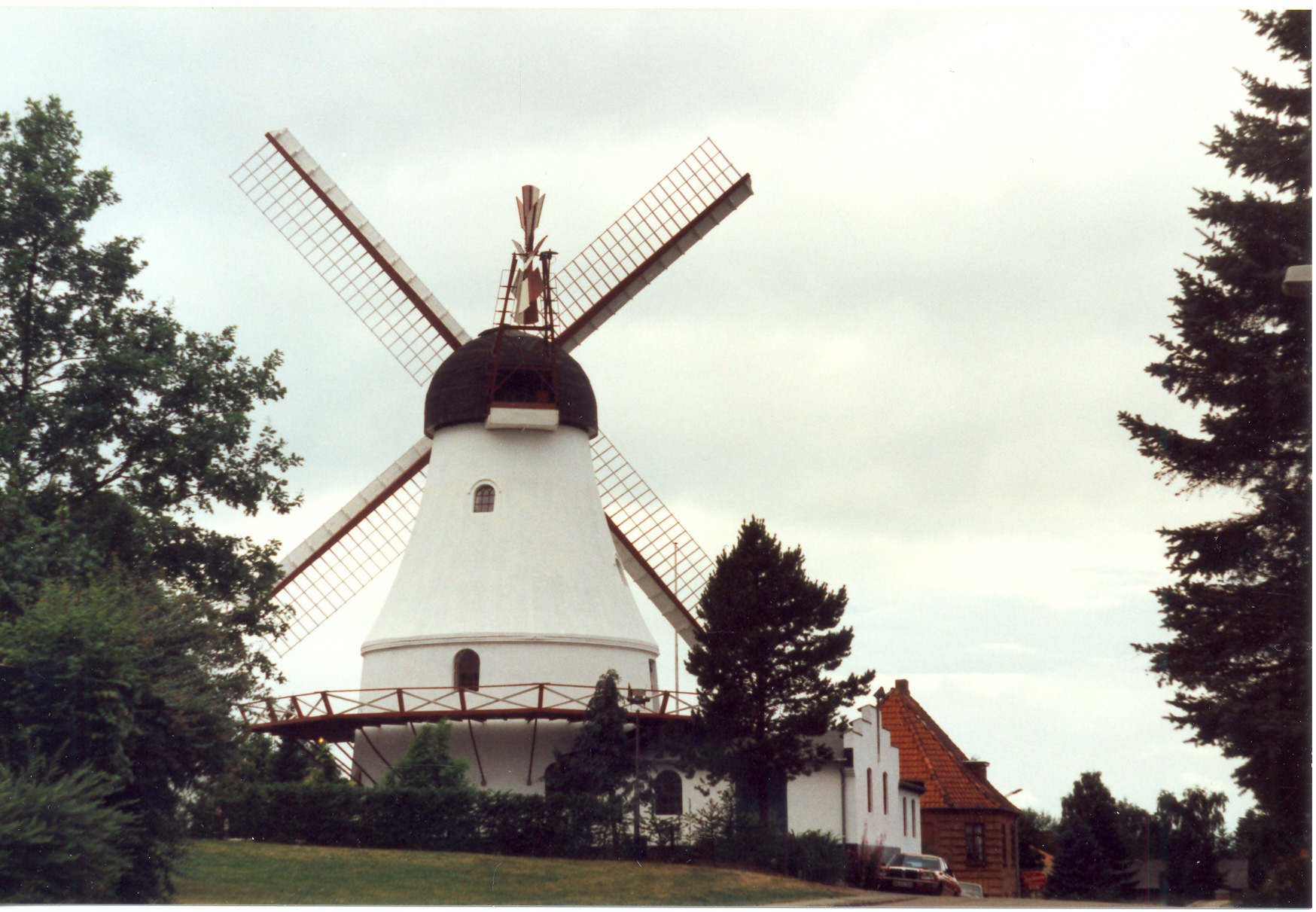
Dänemark im Juli 1989